# Monolepta nathani
Monolepta nathani là một loài bọ cánh cứng trong họ Chrysomelidae. Loài này được Takizawa & Kimoto miêu tả khoa học năm 1990.